# مایکل والگرن
مایکل والگرن (انگلیسی: Michael Valgren؛ زادهٔ ۷ فوریهٔ ۱۹۹۲) دوچرخه‌سوار اهل دانمارک است.
از باشگاه‌هایی که در آن بازی کرده‌است می‌توان به تیم تینکوف، تیم آستانه، تیم دایمنشن دیتا، تیم دوچرخه‌سواری کولت انرژی، و کنندیل–دراپاک اشاره کرد.
وی در مسابقات کشوری و بین‌المللی در مجموع برندهٔ ۱ مدال برنز شده‌است.